# B. Hosahalli, Arsikere
B. Hosahalli là một làng thuộc tehsil Arsikere, huyện Hassan, bang Karnataka, Ấn Độ.